# Stazione di Aravaca
La stazione di Aravaca (in spagnolo: Estación de Aravaca) è una stazione ferroviaria delle linee C7 e C10 delle Cercanías di Madrid. La stazione è anche il capolinea della linea ML2 della rete tranviaria di Madrid.
Si trova nel distretto Moncloa-Aravaca.

## Storia
La stazione ferroviaria fa parte della Línea Imperial tra Madrid e Hendaye, anche se la maggior parte del traffico ha smesso di passare per questa stazione dopo l'apertura della stazione di Chamartín.
Nel 1980 è passata a far parte della rete di Cercanías come parte della linea C7 e dal 1996 della linea C10.
La stazione è stata riformata diverse volte nel corso degli anni, per adeguarsi agli standard delle stazioni di Cercanías. A fianco alla stazione si trovavano le officine della Talgo, che furono smantellati, demoliti e sostituiti con edifici ad uso abitativo. Rimane come ricordo della loro presenza il nome della strada Avenida del Talgo.
Tra il 2004 e il 2007 vennero costruiti i binari della stazione della metropolitana leggera. È stata inaugurata il 27 luglio 2007 insieme al primo tratto della linea.

## Interscambi

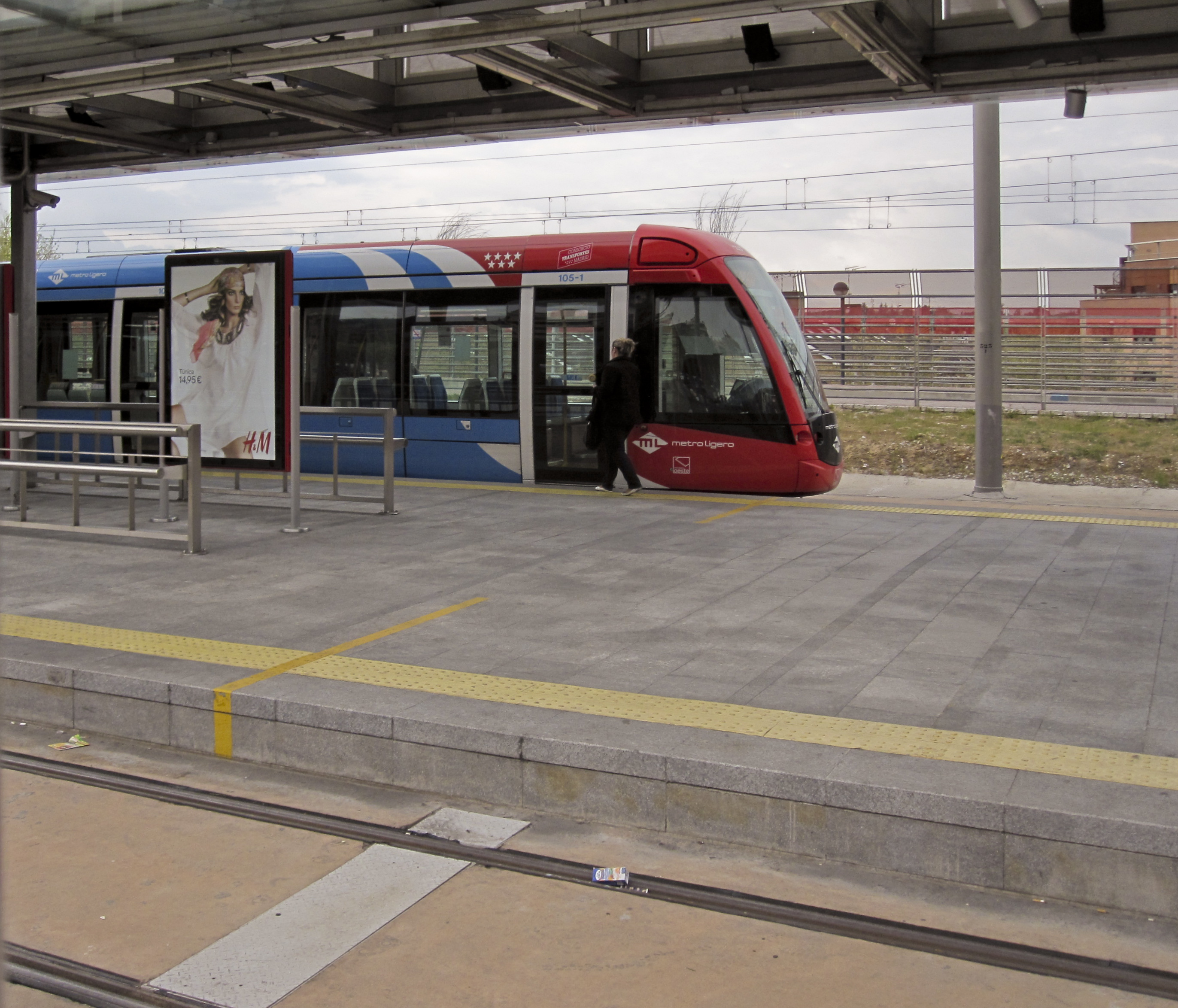
La fermata della metrotranvia

La stazione è raggiunta dalla linea 2 della metrotranvia e dalle linee 160 e 161 degli autobus urbani.